# Mitsubishi Lancer Evolution
Mitsubishi Lancer Evolution, även kallad Lancer Evo eller Evo, är en fyrdörrars sedanbil tillverkad av Mitsubishi Motors. Den är baserad på Mitsubishi Lancer. Det finns tio officiella modeller hittills, och utnämningen för varje modell brukar oftast vara en romersk siffra. Alla modeller är fyrhjulsdrivna, och har en turboladdad två-liters motor på omkring 240 till 300 hästkrafter. Det finns också andra snabbare versioner som heter EVO FQ330 (330 hk), EVO FQ360 (360 hk), EVO FQ400 (408 hk). Evon var egentligen bara avsedd för den japanska marknaden men efterfrågan på den så kallade "grå import"-marknaden ledde till att Evolutionserien kunde erbjudas vid återförsäljare i Storbritannien och andra europeiska länder. Den första Evon lanserades 1992 och hösten 2007 kom den tionde modellen. Evon började säljas i USA när den åttonde modellen kom dit. Evon används i mesta fall för rally, och är en av de bästa rallybilarna. Tommi Mäkinen blev världsmästare i rally 1996, 1997, 1998 och 1999 i en Lancer Evo.

## Modeller

### Evolution 1
Den första Mitsubishi Lancer Evolution kom oktober 1992 och är gjord för WRC. Bilen har en effekt på 247 hk och vridmoment på 309 Nm och väger endast 1238 kg, vilket ger 5 kg/hk (Lotus Exige har 4 kg/hk) och det gjorde att Evolution blev väldig populär.

### Evolution 2
Den andra Evolution kom december 1993 har fått en effektökning från 247 till 256 hk och har en större krängningshämmare, större vinge och 10 mm bredare däck. Vridmoment stannar fortfarande vid 309 Nm både RS och GSR version.

### Evolution 3
Den tredje Evolution kom 1995. Till skillnad från äldre modeller har Evolution 3 fått en ny front, sidokjolar, och bakre stötfångare. Det nya turboaggregat ökar från 60 mm till 68 mm, vilket gör att effekten ökar till 270 hk (201 kW). Vridmoment är fortfarande 309 Nm.

## Generationer I-X

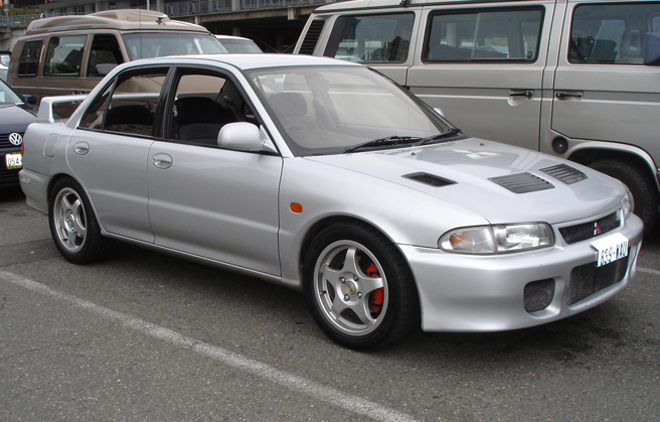
Evo I
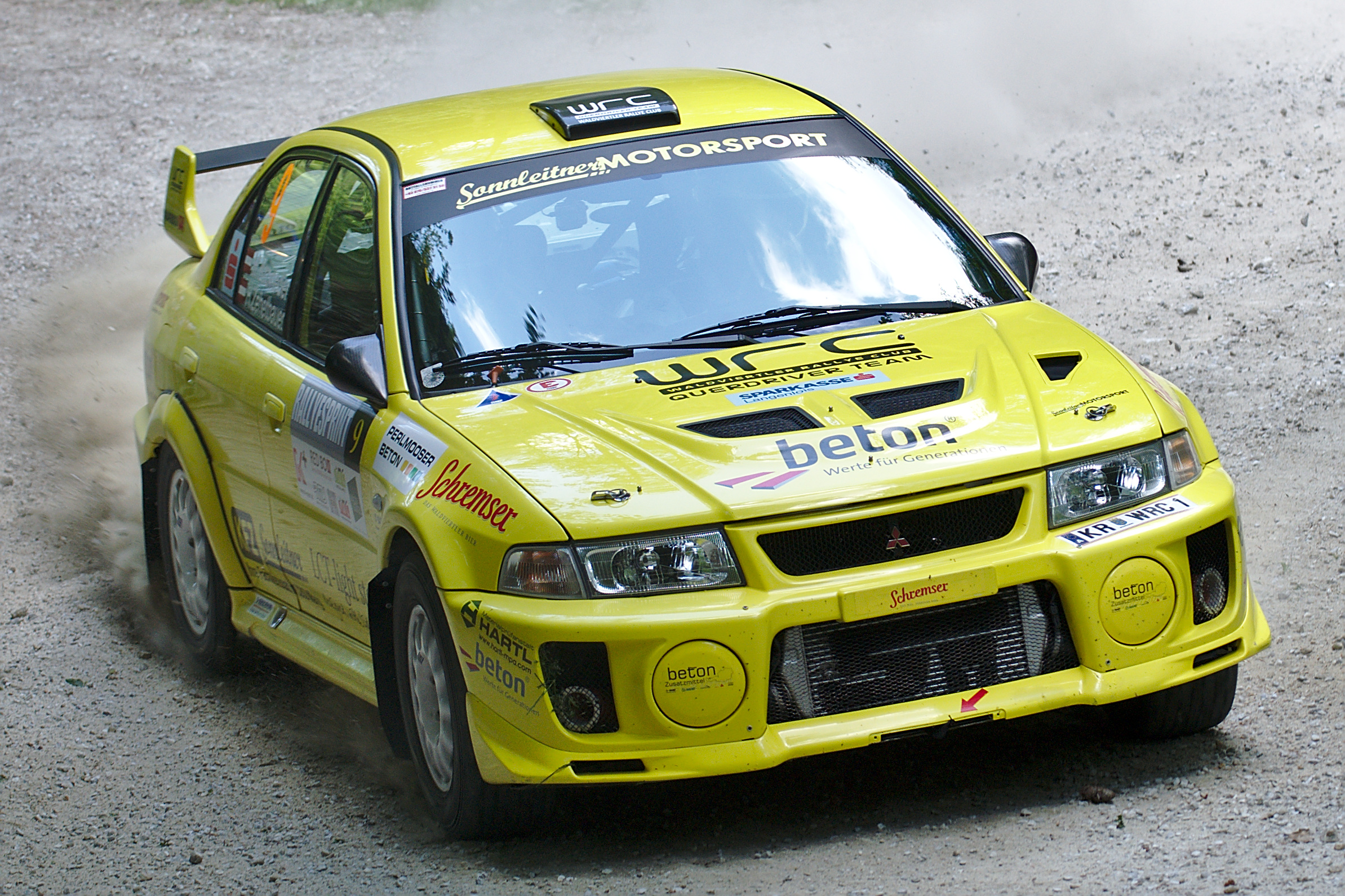
Evo V
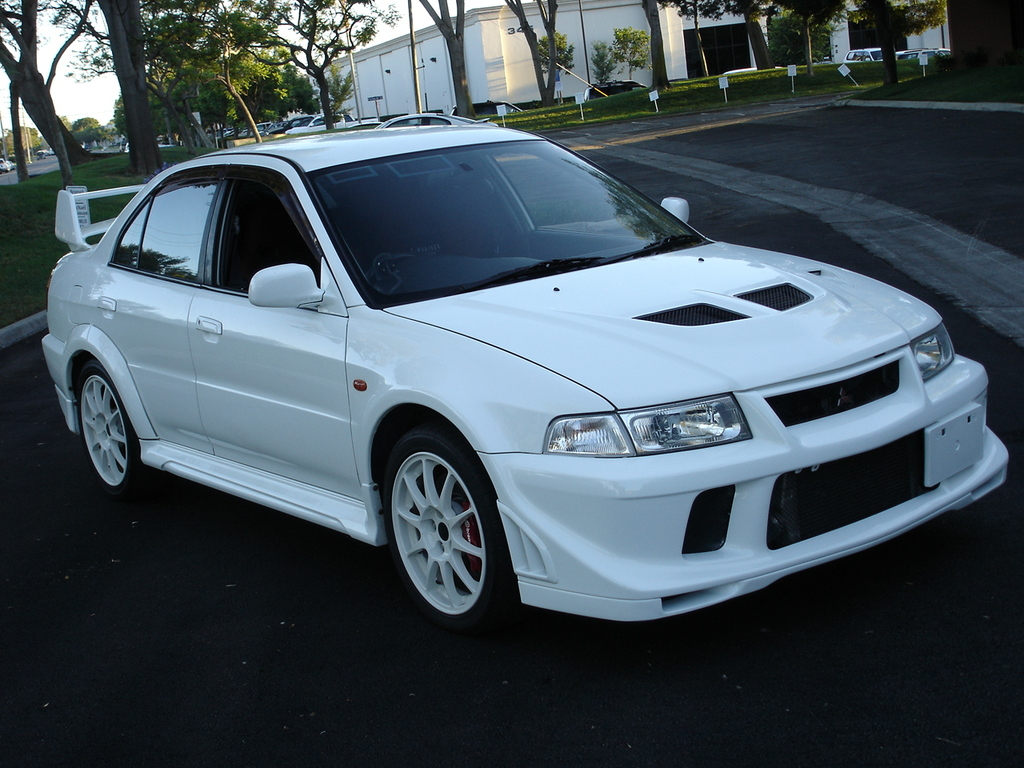
Evo VI
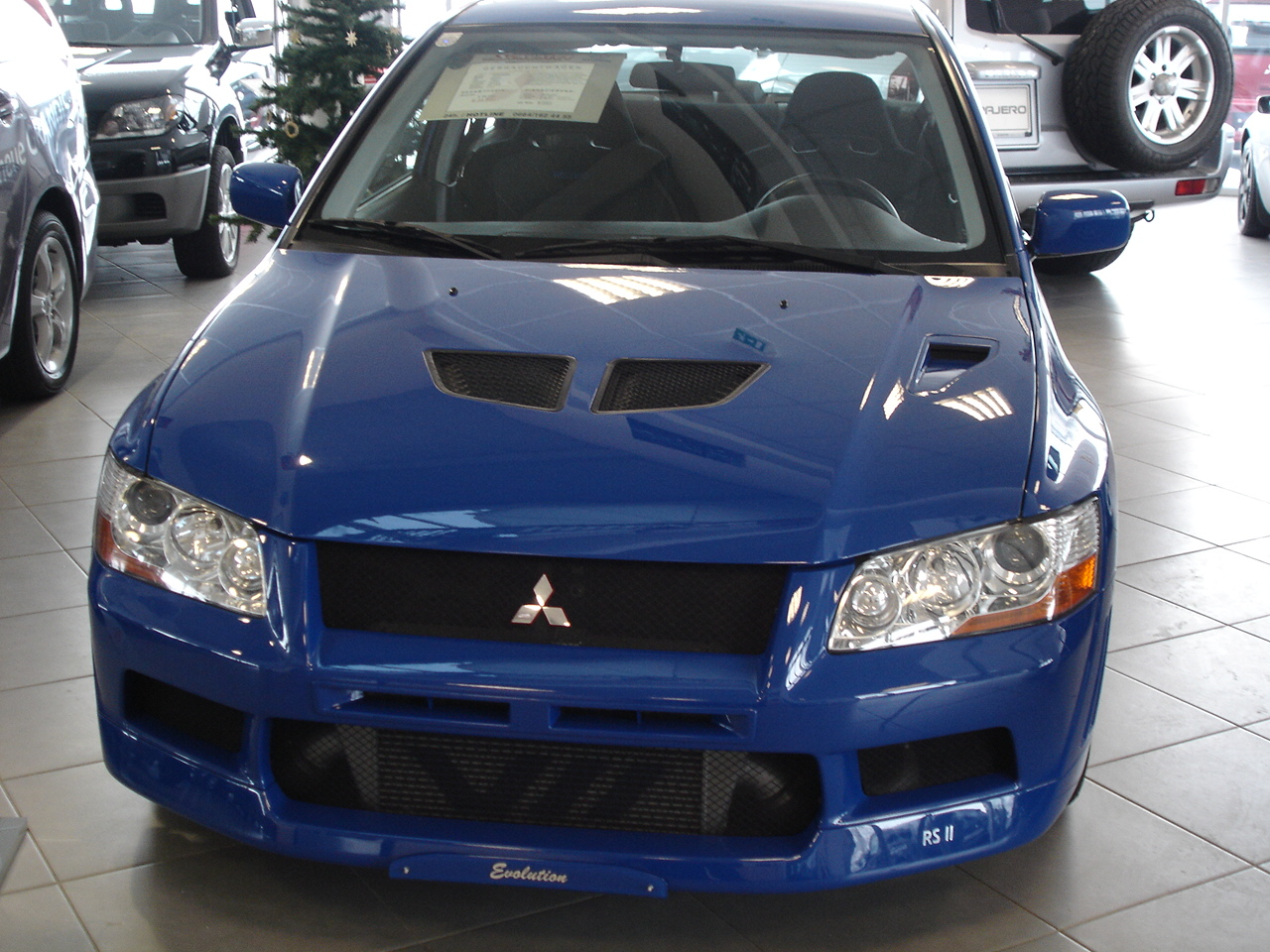
Evo VII
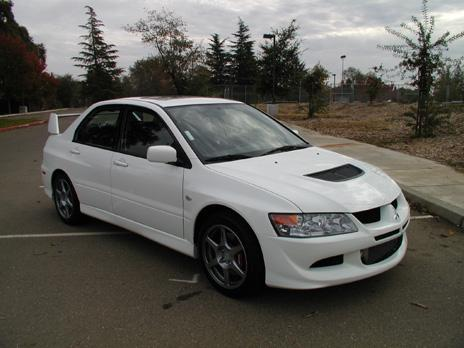
Evo VIII
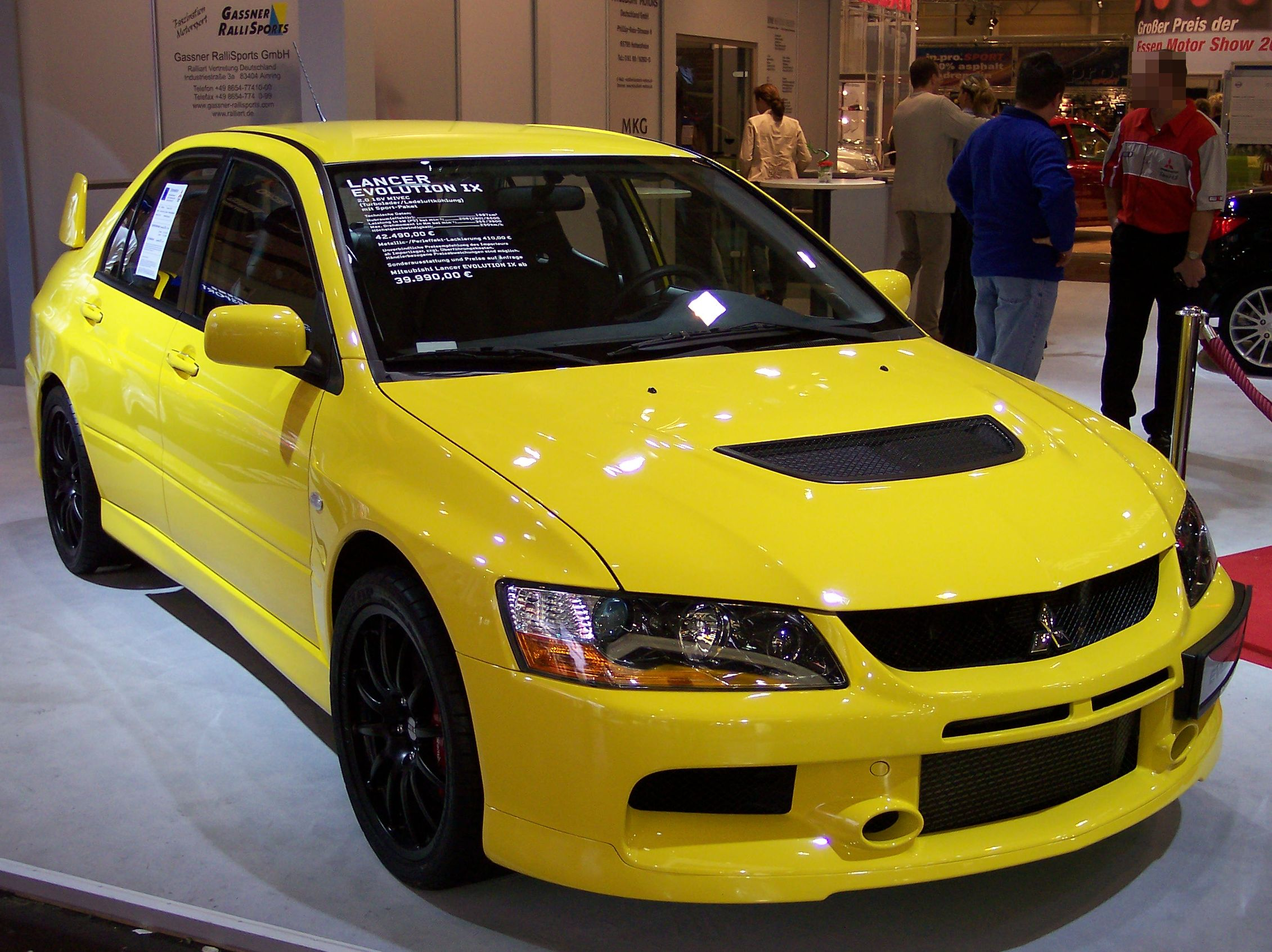
Evo IX
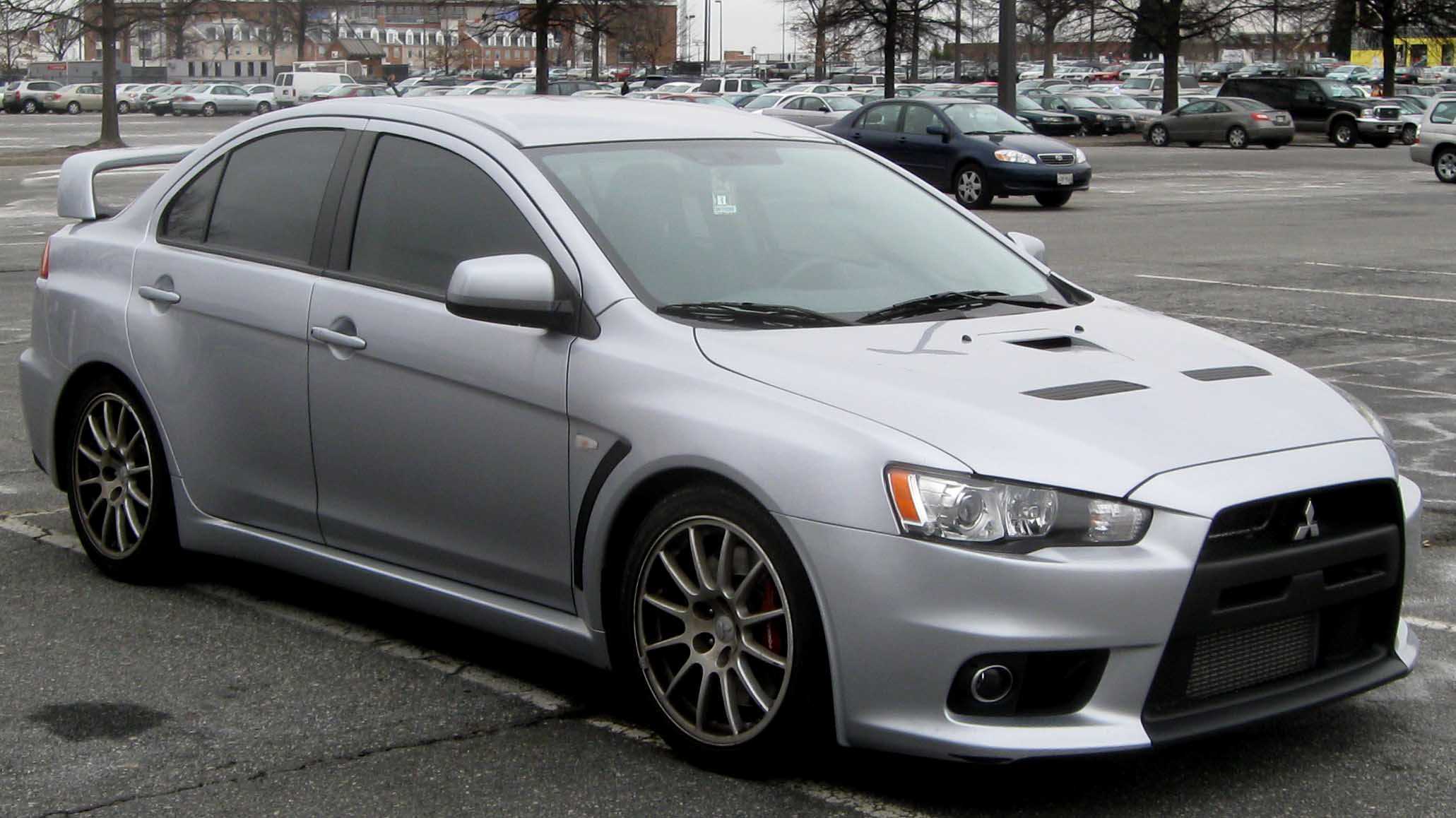
Evo X